# المقإبر (السياني)

تعديل مصدري - تعديل

المقابر محلة تابعة لقرية ذي نعوم، التابعة لعزلة النقيلين بمديرية السياني إحدى مديريات محافظة إب في الجمهورية اليمنية.، بلغ تعداد سكانها 58 حسب تعداد اليمن لعام 2004.